# ابن القباقبي
ابن القَبَاقِبي واسمه الكامل شمس الدين محمد بن خليل بن أبي بكر بن محمد المقري الحلبي ثم الغزي ثم المقدسي (أبو عبد الله؛ 778-849 هـ/1376-1445 م) هو عالمٌ بالقراءات، وكان مقرئًا، محدثًا، ناظمًا، ناثرًا، واشتغل بتدريس هذه العلوم وغيرها. تذكر المصادر بأنهُ «الشيخ الإمام العالم المحدث... شيخ المسلمين».

## اسمه
محمد بن خليل بن أبي بكر بن محمد القَباقِبي الحلبي ثم الغزي المقدسي الشافعي، ولكنَّ القباقبي نسب نفسه إلى الحنفية في مقدمة كتابه «زُبدة المقتفى»، وتذكر المصادر في ذلك: «فلعله كان حنفيًا في مطلع حياته، ثم انتقل إلى المذهب الشافعي». أضاف بعض من ترجم له لفظ: المقرئ أو المقري. كان قد نسب في مقدمة كتابه «زُبدة المقتفى» نفسه إلى أنطاكية، فقال «الأنطاكي». يُلقب بشمس الدين، وكنيته أبو عبد الله (تُشير مصادر أخرى أنَّ كنيته أبو حامد)، وشهرتهُ القَبَاقِبيّ، وزاد بعض من ترجم له لفظ «ابن»، فقالوا: ابن القباقبي، كما قال بعضهم: ابن القباقيبي، ولم تذكر المؤلفات سبب هذه النسبة التي اشتهر بها. ولكن يُوضح بعضها بأنَّ «لعلها تعود إلى أن والده أو جده كان يصنع أو يبيع القباقيب، فنسب إليها واشتهر بها أولاده بعده، وخففت بحذف الياء، والقباقيب: جمع قُبْقَاب: وهو نعل من الخشب، شراكه من الجلد، يستعمل عادةً داخل البيوت والحمامات».

## حياته
وُلد ابن القباقبي في حلب عام 778 هجريًا (تُشير مصادر أخرى أنه وُلد عام 777 هجريًا) الموافق 1376 ميلاديًا. كانت حلب آنذاك مليئة بالعلماء، وواحدةٌ من مراكز العلم، فحفظ القرآن وكتبًا متعددة في موضوعاتٍ متنوعة، واستمر في طلب العلم حتى خرج منها عام 803 هجريًا، وكان عمره آنذاك 26 عامًا تقريبًا. توجهُ إلى القاهرة، فتلقى فيها علوم القراءات والحديث والأدب والبلاغة وغيرها، وعاصر عددًا من كبار العلماء، ثم رحل بعدها إلى مدينة غزة في جنوب فلسطين، حيث مكث فيها وقتًا، وتشير المصادر أنَّ «قد بدأ يشتهر اسمه، وتتناقل الناس أخباره، وهو في غزة»، ونظم فيها قصيدته «مجمع السرور» فقد ذكر آخرها «انتهى من نظمها سنة إحدى وثلاثين وثمان مئة بمدينة غزة». بعدها، دعاهُ ابن رسلان لزيارة بيت المقدس، فانتقل إليها وأقام بها.
لم تذكر المصادر توليه أي مناصب علمية خلال إقامته في القاهرة أو غزة، وقد عيّن أول حضوره إلى بيت المقدس قارئ مصحف الظاهر، ثم تولى مشيخة المدرسة الجَوهرية (نسبةً إلى صفي الدين جَوهَر القُنْقُبَائِي)، التي كانت معظم العناية فيها بالقراءات القرآنية. بعد وفاة ابن رسلان تولى القباقبي مشيخة المدرسة الختنية، واستقر فيها يدرس القراءات والعلوم الشرعية واللغة حتى توفي.
ذكرهُ ابن العماد الحنبلي في كتابه «شذرات الذهب» بأنهُ «كان مقرئًا بارعًا صاحب فضائل»، كما ورد في كتاب «إعلام النبلاء» بأنه «كان إمامًا فاضلًا متقنًا في القراءات جيد الأداء لها ناظمًا ناثرًا مشاركًا في الفضائل». ذُكر أيضًا بأنَّ الرئاسة في علم القراءات قد انتهت إليه، فقيل فيه «لم يخلف بعده في فنه مثله، وكاد بعض جماعته أن يرجحه على ابن الجزري، وجزم بأنه أفصح منه بكثير» كما قالوا عنه «الشيخ الإمام العالم المحدث... شيخ المسلمين».

## شيوخه وتلاميذه
تلقى ابن القباقبي العلم عن عددٍ كبير من العلماء، ومن شيوخه:
- فخر الدين أبو عمرو بن عثمان بن عبد الرحمن البلبيسي الضرير (725 - 804 هجريًا)
- شهاب الدين أبو العباس أحمد بن حسين بن حسن بن علي بن أرسلان الرملي المقدسي (773 - 844 هجريًا)
- نور الدين أبو البقاء علي بن عثمان بن محمد بن القاصح العذري (716 - 801 هجريًا)
- أبو الصفا خليل بن عثمان بن عبد الرحمن القرافي المصري (715 - 801 هجريًا)
- الحسين بن حامد بن حسين التبريزي (تُوفي عام 801 هجريًا)
- شرف الدين أبو يوسف يعقوب بن عبد الرحيم بن عبد الكريم الدميسني القاهري المالكي
- أبو الفضل عبد الرحيم بن الحسين بن عبد الرحمن العراقي (725 - 806 هجريًا)
- عز الدين أبو البقاء محمد بن خليل بن هلال الحاضري الحلبي الحنفي (747 - 824 هجريًا)
- شرف الدين أبو بكر بن سليمان بن صالح الداديخي الحلبي الشافعي (تُوفي عام 803 هجريًا)
- برهان الدين أبو الوفاء إبراهيم بن محمد بن خليل الطرابلسي الحلبي الشافعي (753 - 841 هجريًا)
- شمس الدين أبو عبد الله محمد بن أحمد بن علي بن سلمان بن الركن المعري الحلبي الشافعي (735 - 803 هجريًا)
- سراج الدين أبو حفص عمر بن رسلان بن نصير الكناني البُلقيني (724 - 805 هجريًا)
- نور الدين أبو الحسن علي بن أبي بكر بن سليمان الهيثمي (735 - 807 هجريًا)
- كمال الدين أبو البقاء محمد بن موسى بن عيسى الدميري (742 - 808 هجريًا)
- بدر الدين أبو العباس أحمد بن عمر بن محمد الطنبدي القاهري الشافعي (740 - 809 هجريًا)
- زين الدين أبو المعالي عبد الرحمن بن علي بن خلف بن علي بن خلف الفارسكوري القاهري الشافعي (755 - 808 هجريًا)

أما من تلاميذه:
- ابنه برهان الدين أبو إسحاق إبراهيم (تُوفي بعد عام 900 هجريًا)
- شمس الدين أبو الخير محمد بن موسى بن عمران الغزي المقدسي (794 - 873 هجريًا)
- شهاب الدين أبو العباس أحمد بن عبد الله بن محمد الكناني المجدلي المقدسي الشافعي (809 - 870 هجريًا)
- محب الدين أبو حامد محمد بن خليل بن يوسف البلبيسي الرملي المقدسي الشافعي (819 - 888 هجريًا)
- شمس الدين أبو مساعد محمد بن عبد الوهاب بن خليل بن غازي المقدسي الشافعي (819 - 873 هجريًا)

## وفاته
تُوفيَّ ابن القباقبي في بيت المقدس عام 849 هجريًا الموافق 1445 ميلاديًا عن عمرٍ ناهز 68 عامًا، وكان قد ذهب بصره عام 848 هجريًا. دُفن في مقبرة مأمن الله بجوار ابن رسلان.

## مؤلفاته
من مؤلفاته:
- «مجمع السرور ومطلع الشموس والبدور» وهي منظومة في القراءات الأربع عشرة، وتقع في 1410 أبياتٍ من الرجز.
- «إيضاح الرموز ومفتاح الكنوز» حيث شرح به منظومته «مجمع السرور» في مذاهب القراء الأربعة عشر.[5]
- «نظم المصطلح لابن القاصح» ويذكر أنها «مصطلح الإشارات في القراءات الست الزائدة عن السبع المروية عن الثقات».
- «أرجوزة في التجويد» تقع في حوالي 110 أبياتٍ من الرجز.
- «جزء مشتمل على العشاريات والمسلسلات» وقد جمع فيه الأحاديث المروية عن النبي محمد.
- «زبدة المقتفى في تحرير ألفاظ الشفى»
- «الزهر المختار من ربيع الأبرار»
- «تخميس بانت سعاد»
- «الكوكب الدرية في مدح خير البرية» (تخميس البردة)
- «بديعية» عارض بها صفي الدين الحلي